# Laine Hills
Laine Hills är en kulle i Antarktis. Den ligger i Västantarktis. Argentina, Chile och Storbritannien gör anspråk på området. Toppen på Laine Hills är 1 983 meter över havet.
Terrängen runt Laine Hills är lite kuperad, och sluttar norrut. Trakten är obefolkad. Det finns inga samhällen i närheten.